# Imre Nagy (moderne vijfkamper)
Imre Nagy (Monor, 21 februari 1933 – 20 oktober 2013) was een Hongaarse moderne vijfkamper en olympisch kampioen.
Nagy maakte deel uit van het Hongaarse team dat de gouden medailles won op de Olympische Spelen van 1960 in Rome, en hij kreeg op dat toernooi ook een individuele zilveren medaille. Hij ontving een bronzen medaille met het Hongaarse team op de Olympische Spelen van 1964 in Tokio.

## Internationale palmares
- 1958  WK Moderne vijfkamp (lid van Hongaarse team) te  Aldershot.

- 1960  OS (lid van Hongaarse team) te  Rome.
- 1960  OS (individuele prestatie) te  Rome.

- 1961  WK Moderne vijfkamp (lid van Hongaarse team) te  Moskou.

- 1962  WK Moderne vijfkamp (lid van Hongaarse team) te  Mexico Stad.

- 1964  OS (lid van Hongaarse team) te  Tokio.

1952: Benedek, Kovácsi, Szondy
1956: Derjoegin, Novikov, Tarassov ·
1960: Balczó, Nagy, Németh ·
1964: Minejev, Mokejev, Novikov ·
1968: Balczó, Moná, Török ·
1972: Lednjev, Onisjtsjenko, Sjmelev ·
1976: Fox, Nightingale, Parker ·
1980: P. Lednjev, J. Lipejev, Starostin ·
1984: Cristofori, Masala, Massullo ·
1988: Fábián, Martinek, Mizsér ·
1992: Czyżowicz, Gożdziak, Skrzypaszek